# Décès en septembre 1987
Décès
- 1983
- 1984
- 1985
- 1986
- 1987
- 1988
- 1989
- 1990
- 1991

Pour une information complémentaire, voir la page d'aide.

| Date          | Nom                      | Activités                                                         | Âge | Source |
| ------------- | ------------------------ | ----------------------------------------------------------------- | --- | ------ |
| 1er septembre | Philip Friend            | acteur anglais                                                    | 72  |        |
| 2 septembre   | Alfredo Oscar Saint-Jean | militaire et homme d'État argentin                                | 60  |        |
| 3 septembre   | Morton Feldman           | compositeur américain                                             | 61  |        |
| 4 septembre   | Charles Cottet           | peintre suisse                                                    | 63  |        |
| 4 septembre   | José Francàs             | footballeur espagnol                                              | 71  |        |
| 5 septembre   | Wolfgang Fortner         | compositeur allemand                                              | 79  |        |
| 8 septembre   | Julián Vergara           | footballeur espagnol                                              | 73  |        |
| 11 septembre  | Lorne Greene             | acteur et producteur canadien                                     | 72  |        |
| 11 septembre  | Peter Tosh               | chanteur de reggae jamaïcain                                      | 42  |        |
| 11 septembre  | John Lloyd Waddy         | pilote de chasse puis homme politique australien                  | 70  |        |
| 12 septembre  | Georges Laouénan         | compagnon de la Libération                                        | 67  |        |
| 14 septembre  | Octave Dayen             | coureur cycliste français                                         | 81  |        |
| 14 septembre  | Pierre Farrey            | peintre et décorateur français                                    | 91  |        |
| 21 septembre  | Jaco Pastorius           | bassiste de jazz américain                                        | 35  |        |
| 22 septembre  | Alfred Georges Regner    | peintre graveur français                                          | 85  |        |
| 23 septembre  | Bob Fosse                | chorégraphe et réalisateur américain                              | 60  |        |
| 27 septembre  | Yves Lagatu              | aviateur des Forces françaises libres, compagnon de la Libération | 72  |        |
| 30 septembre  | Alfred Bester            | auteur de science-fiction américain                               | 73  |        |